# T·R·邓恩
西奥多·罗斯福·邓恩（英語：Theodore Roosevelt Dunn，1955年2月1日—），美国NBA联盟前职业篮球运动员。他在1977年的NBA选秀中第2轮第19顺位被波特兰开拓者选中。